# Talaja (Ptschowscha)
Die Talaja (russisch Талая) ist ein etwa 19 km langer, rechtsseitiger bzw. südöstlicher Zufluss der Ptschowscha im Rajon Ljubytino (Oblast Nowgorod) im europäischen Teil Russlands. Ihr Einzugsgebiet ist 56,4 km² groß.

## Verlauf
Die Talaja verläuft im Nordwestteil der Osteuropäischen Ebene durchschnittlich etwa 115 km nordöstlich von Weliki Nowgorod, dem Verwaltungszentrum der Oblast Nowgorod. Sie entspringt und fließt in fast unbesiedeltem Gebiet. Überwiegend nordwärts verlaufend unterquert sie nach etwa der Hälfte ihres Verlaufs im Abschnitt zwischen den Bahnhöfen Neboltschi und Budogoschtsch die Eisenbahnstrecke Sankt Petersburg – Sawjolowo, die 1919 eröffnet wurde und von zuletzt genannter Stadt Anschluss an Moskau hat. Anschließend passiert die Talaja westlich die Siedlung Tupik und den Weiler Chottschy, wonach sie sich ein Stück nach Westen wendet. Schließlich mündet sie unterhalb des am Ptschowscha gelegenen Wodogon in die Ptschowscha, die 128 Flusskilometer unterhalb davon in den Wolchow fließt.